# Благовещенское сельское поселение (Архангельская область)
Благовещенское сельское поселение или муниципальное образование «Благове́щенское»  — муниципальное образование  со статусом сельского поселения в Вельском муниципальном районе Архангельской области. 
Соответствует административно-территориальной единице в Вельском районе — Благовещенский сельсовет. 
Административный центр — село Благовещенское.

## География
Благовещенское сельское поселение находится на востоке Вельского района, между реками Вага и Устья. Протяжённость территории составляет 35 километров с севера на юг и 28 километров с востока на запад. Крупнейшие реки — Вага, Устья, Кокшеньга. На территории муниципального образования не имеется крупных озёр .
Граничит:
- на северо-западе с муниципальным образованием «Пуйское»
- на северо-востоке с муниципальным образованием «Попонаволоцкое»
- на востоке с Устьянским районом
- на юге с муниципальным образованием «Ракуло-Кокшеньгское»
- на западе с муниципальным образованием «Судромское»

## История
Муниципальное образование было образовано в 2006 году.
В XIX—начале XX века Благовещенская волость входила в состав Шенкурского уезда Архангельской губернии. В 1929—1959 годах территория поселения входила в состав Ровдинского района Северного края, Северной и Архангельской областей. С 1959 года — в Вельском районе Архангельской области.

## Население
| 2005  | 2010  | 2011  | 2012  | 2013  | 2014  | 2015  | 2016  | 2017  |
| ----- | ----- | ----- | ----- | ----- | ----- | ----- | ----- | ----- |
| 1926  | ↘1698 | ↘1689 | ↘1664 | ↘1642 | ↘1623 | ↘1570 | ↘1536 | ↘1522 |
| 2018  | 2019  | 2020  | 2021  | 2023  |       |       |       |       |
| ↘1501 | ↘1497 | ↘1465 | ↘1376 | ↘1336 |       |       |       |       |

## Состав поселения
В состав сельского поселения входят 42 населённых пункта.:
| №  | Населённый пункт          | Тип населённого пункта       | Население |
| -- | ------------------------- | ---------------------------- | --------- |
| 1  | Благовещенское            | село, административный центр | ↗1086     |
| 2  | Боровое                   | посёлок                      | ↗88       |
| 3  | Воскресенское             | село                         | ↗302      |
| 4  | Алфёровская               | деревня                      | →0        |
| 5  | Андрейковская             | деревня                      | ↘0        |
| 6  | Большая Аншуковская       | деревня                      | →0        |
| 7  | Бревновская               | деревня                      | ↗5        |
| 8  | Брюховская                | деревня                      | ↗12       |
| 9  | Власовская                | деревня                      | ↗1        |
| 10 | Заручевье                 | деревня                      | →21       |
| 11 | Зиновьевская              | деревня                      | →1        |
| 12 | Ирзеньга                  | деревня                      | ↗5        |
| 13 | Кочневская                | деревня                      | →2        |
| 14 | Малая Аншуковская         | деревня                      | ↗2        |
| 15 | Мелеховская               | деревня                      | ↗9        |
| 16 | Михалёвская               | деревня                      | ↗3        |
| 17 | Нечаевская                | деревня                      | →0        |
| 18 | Олюбинская                | деревня                      | ↗190      |
| 19 | Осташевская               | деревня                      | ↗79       |
| 20 | Павшинская                | деревня                      | ↗29       |
| 21 | Парфеньево-Левый Берег    | деревня                      | ↗8        |
| 22 | Парфеньево-Правый Берег   | деревня                      | ↗11       |
| 23 | Перховская                | деревня                      | →0        |
| 24 | Першинская                | деревня                      | ↗10       |
| 25 | Пловская                  | деревня                      | ↗92       |
| 26 | Подхолмишная              | деревня                      | ↗1        |
| 27 | Поташевская               | деревня                      | →2        |
| 28 | Прясницыно-Левый Берег    | деревня                      | →0        |
| 29 | Прясницыно-Правый Берег   | деревня                      | →0        |
| 30 | Рубеж                     | деревня                      | →1        |
| 31 | Рудинская                 | деревня                      | →0        |
| 32 | Рушановская               | деревня                      | ↘1        |
| 33 | Саларево                  | деревня                      | ↘1        |
| 34 | Самсоновская-Левый Берег  | деревня                      | ↘0        |
| 35 | Самсоновская-Правый Берег | деревня                      | →0        |
| 36 | Сафроновская              | деревня                      | →0        |
| 37 | Столбовская               | деревня                      | ↗18       |
| 38 | Тимоневская               | деревня                      | →1        |
| 39 | Ушаковская                | деревня                      | ↘2        |
| 40 | Хайбутовская              | деревня                      | ↗19       |
| 41 | Чурковская                | деревня                      | →0        |
| 42 | Ямки                      | деревня                      | →0        |

## Экономика
Основные направления экономической деятельности на территории Муниципального образования «Благовещенское» относятся к аргопромышленной и лесопромышленной отраслям.
- ОАО "Важское" - градообразующее предприятие, основные виды деятельности: молочное животноводство, выращивание молодняка КРС, полеводство.
- Благовещенское  участковое  лесничество обеспечивает местные  предприятия,  организации  и  население  деловой  древесиной  и  дровами.
- ИП Малышева В.В., ИП Добровольская Т.А., ИП Гроздицкий В.М. - занимаются заготовкой и переработкой древесины.

На территории муниципального образования  расположено  13  торговых  точек, пекарня. 

## Социальная сфера
- Образовательные учреждения Муниципального образования «Благовещенское»: МБОУ "Благовешщенская средняя школа №5" и Детский сад №53 «Тополёк».
- Медицинские  учреждения: Благовещенская участковая больница, стоматологический, процедурный, физио-кабинеты и аптечный пункт.
- Учреждения  культуры: работает подразделение Районного культурного центра - Благовещенский сельский дом культуры. [6]

## Инфраструктура
Дороги и улицы на территории Муниципального образования «Благовещенское» имеют гравийное покрытие, их протяжённость составляет 118,4 километра. В 13 километрах от села Благовещенское проходит автодорога федерального значения М8 «Холмогоры». Также на территории муниципального образования находятся 3 низководных деревянных моста. Телефонная связь обеспечивается ОАО  «Северо-Западный  Телеком». Сотовая связь представлена операторами: МТС, Мегафон, Теле 2. Почтовая связь обеспечивается работой отделений в селе Благовещенское и посёлке Боровое. Для  обслуживания  социальной  сферы  в  селе Благовещенское  работает  котельная, водопровод. 

### Законодательство
- Областной закон «О статусе и границах территорий муниципальных образований в Архангельской области» (текущая редакция от 15.02.2010, возможность просмотра всех промежуточных редакций) (недоступная ссылка), (первоначальная редакция от 2004 года) Архивная копия от 27 сентября 2013 на Wayback Machine

### История
- Археологические стоянки (Вельский район)
- Ровдинский район: Подчинённые пункты Благовещенского сельсовета // Справочник административного деления Архангельской области в 1939-1945 годах
- Ровдинский район: Подчинённые пункты Воскресенского сельсовета // Справочник административного деления Архангельской области в 1939-1945 годах Архивная копия от 27 марта 2019 на Wayback Machine